# الدوري المصري الممتاز 2011–12
الدوري المصري الممتاز لكرة القدم 2011-2012 سيكون الموسم الرياضي الخامس والخمسون من الدوري المصري الممتاز للموسم الرياضي 2011-2012. وهو يعتبر البطولة الأولى أو دوري القسم الأول في جمهورية مصر العربية ويتنافس من خلاله 19 فريقاً في 342 مباراة. مقسمة إلي 36 مرحلة (أسبوع)، يلعب كل فريق 18 مباراة ذهابا، و18 مباراة أخرى إياباً بحيث تكون مرحلة الذهاب علي ملعب أحد الفريقين بينما تكون مرحلة الإياب علي ملعب الأخر. ويحصل الفائز علي ثلاث نقاط والمتعادل علي نقطة واحدة.و صاحب أكبر عدد من النقاط في نهاية الموسم يتوج بدرع الدوري. فاز بأخر نسخه (2011-2012) النادي الاهلي للمرة ال 36.

## نظرة عامة

### الصعود والهبوط
الأندية الصاعدة من الدوري المصري الدرجة الثانية 2010-2011
- المجموعة أ: نادي الداخلية
- المجموعة ب: نادي غزل المحلة
- المجموعة ث: نادي تليفونات بني سويف

الأندية التي هبطت
كان من المقرر هبوط فرق الإتحاد السكندري ونادي سموحة ونادي المقاولون العرب ولكن تقرر إلغاء الهبوط في موسم 2010–2011 بسبب أحداث ثورة 25 يناير والتي قيل أنها أثرت على مستوى بعض الفرق نظراً لتوقف المسابقة أثناء تلك الأحداث، لتستمر هذه الأندية في المسابقة للموسم التالي وليكون عدد فرق المسابقة 19 فريقاً لأول مرة منذ بداية الدوري عام 1948.

### الفرق والملاعب
| النادي                 | الموقع        | الملعب                | عدد المقاعد |
| ---------------------- | ------------- | --------------------- | ----------- |
| نادي الأهلي            | القاهرة       | ستاد القاهرة الدولي   | 74,100      |
| نادي الزمالك           | الجيزة        | ستاد القاهرة الدولي   | 74,100      |
| نادي المقاولون العرب   | القاهرة       | ستاد عثمان أحمد عثمان | 35,000      |
| نادي وادي دجلة         | القاهرة       | ستاد عثمان أحمد عثمان | 35,000      |
| نادي الجونة            | الغردقة       | ملعب الجونة           | 30,000      |
| نادي الإنتاج الحربي    | القاهرة       | ستاد السلام           | 30,000      |
| نادي طلائع الجيش       | القاهرة       | ستاد جهاز الرياضة     | 28,500      |
| نادي إنبي              | القاهرة       | ستاد بتروسبورت        | 25,000      |
| نادي بتروجيت           | السويس        | ملعب السويس           | 25,000      |
| نادي حرس الحدود        | الإسكندرية    | ستاد المكس            | 25,000      |
| نادي غزل المحلة        | المحلة الكبرى | ستاد المحلة           | 20,000      |
| نادي الاتحاد السكندري  | الإسكندرية    | ستاد الإسكندرية       | 20,000      |
| نادي سموحة             | الإسكندرية    | ستاد الإسكندرية       | 20,000      |
| نادي الإسماعيلي        | الإسماعيلية   | ستاد الإسماعيلية      | 18,525      |
| نادي اتحاد الشرطة      | القاهرة       | ستاد كلية الشرطة      | 18,000      |
| نادي الداخلية          | القاهرة       | ستاد كلية الشرطة      | 18,000      |
| نادي المصري            | بورسعيد       | ستاد بورسعيد          | 17,988      |
| نادي مصر للمقاصة       | الفيوم        | ستاد الفيوم           | 14,000      |
| نادي تليفونات بني سويف | بني سويف      | ستاد بني سويف         | 10,000      |